# Héric
Héric é uma comuna francesa na região administrativa do País do Loire, no departamento de Loire-Atlantique. Estende-se por uma área de 73.93 km². Em 2010 a comuna tinha 6 280 habitantes (densidade: 84,9 hab./km²).